# Andrea Harder
Andrea Harder (* 20. Januar 1977 in Kassel) ist eine ehemalige deutsche Basketballnationalspielerin.

## Vereinskarriere
Harder startete  ihre Basketballkarriere in ihrem Geburtsort beim ACT Kassel. 1994 wechselte sie zum Abonnementmeister BTV Wuppertal in die 1. Damen-Basketball-Bundesliga, holte mit diesem vier Mal das Double (Deutsche Meisterschaft und Deutscher Pokalsieg) und stand mit dem Verein 1996 und 1997 sogar im Europacupfinale, welches sie 1996 siegreich bestritt. Zur Saison 1998/1999 wechselte Harder zum Ligakonkurrenten Assist Aschaffenburg, der im Kampf um Titel aber immer das Nachsehen gegen ihren ehemaligen Verein hatte. 2001 wechselte sie zum TV Saarlouis und wurde in der Spielzeit 2001/2002 zur wertvollsten Spielerin Deutschlands (MVP) gekürt. 2004 zog sie sich einen Kreuzbandriss zu und fiel nahezu die gesamte Saison aus. 2005 wechselte sie zuerst zum österreichischen Erstligisten BC Powerbasket Wels und noch in der Saison zurück nach Deutschland zur BG Dorsten. In Dorsten ging es ihr ähnlich wie in Aschaffenburg. Das Team war ewiger Zweiter und musste sich im Kampf um den Titel regelmäßig den Wasserburgerinnen geschlagen geben. Nach einem letzten Vereinswechsel zur BG 74 Göttingen beendete Andrea Harder ihre Bundesligakarriere. Seit 2011 spielt sie beim CVJM Kassel in der Regionalliga.

## Nationalmannschaft
Andrea Harder startete ihre Nationalmannschaftskarriere 1994 mit einer knappen 68:69-Niederlage in einem Freundschaftsspiel gegen Holland. Eine Woche später erzielte sie beim 96:58-Sieg beim Freundschaftsspiel gegen Litauen in Recklinghausen ihre ersten drei Punkte für das Nationalteam; es folgen weitere 935 Punkte in insgesamt 161 Einsätzen. Harder war Mitglied der deutschen Europameisterschaftsmannschaften 1997, 1999 und 2005 und spielte in der Weltmeisterschaft 1998. Bei der Europameisterschaft 1997 in Ungarn wurde sie mit Deutschland Dritter.

## Erfolge
- Wertvollste Bundesligaspielerin der Saison 2001/2002
- Dritte der Europameisterschaft 1997 mit dem Nationalteam
- Europacupsiegerin 1996 mit dem BTV Wuppertal
- Double von 1994 bis 1997 mit dem BTV Wuppertal